# Центральный (Воронежская область)
Центра́льный — посёлок в Таловском районе Воронежской области России.
Входит в состав Добринского сельского поселения.

## Население
| 2010 |
| ---- |
| 174  |

## Улицы
| - ул. Лесная, - ул. Мира, | - ул. Садовая, - ул. Свободы. |